# Isla de Panza
La Isla de Panza es una isla del lago Poopó, ubicado en el departamento de Oruro, en el altiplano boliviano. Es la más grande de este lago y se encuentra casi en su centro. Esta isla se convierte en península dependiendo de que las aguas del lago bajen o suban, tiene unas dimensiones máximas de 6,5 km de largo por 3,3 km de ancho y una superficie de unos 17,40 km².